# 강릉정기전
강릉정기전은 강릉제일고등학교와 강릉중앙고등학교의 축구 더비이다. 강릉 단오제에 맞추어 열린다. 1982년 폭력사태와 1990년대 재정문제로 고비를 맞다가 1994년 부활돼 현재까지 이어져 오고 있다. 원래 강릉중앙고등학교의 구칭인 강릉농업고등학교 또는 강릉농공고등학교의 농과 강릉제일고의 구칭인 강릉상업고등학교의 상을 따서 농상전 또는 상농전으로 불리었다. 강릉상업고등학교가 강릉제일고등학교로 교명을 바꾼 이후 일농전 또는 농일전등으로 불렸다. 강릉농공고등학교가 2011년 강릉중앙고등학교로 개명된 이후 강릉정기전으로 불리고 있다.
2014년에는 강원제일고가 강원 FC의 유스팀이 됨에 따라 차별 논란을 제기한 강릉중앙고등학교의 거부로 정기전이 치러지지 못했다. 2015년에 정기전을 다시 열 예정이었지만 메르스의 유행때문에 2015년 하반기로 연기됐으나 무산, 2016년부터 재개되었다.

## 역사

### 정기전 이전
강릉정기전의 시작을 일부에서는 1920년 6월에 개최된 '관동 단양제 축구대회'로 보는 시각도 있다. 관동(關東)이라는 명칭에서 알 수 있듯, 강릉 외에 강원도 전체가 참가하는 지역 대항전 성격이 강했다. 이후 1935년 강릉공립농업학교가, 1941년에는 강릉공립상업고등학교가 각각 축구부를 설립하고 매년 경쟁하게 되자, 지역적으로 라이벌 구도가 형성되었고, 이는 정기전 개최의 초석이 된다.

### 정기전
강릉 단오제가 개최되는 1976년 6월 2일, 강원도축구협회가 제1회 농·상 친선 축구대회를 개최하면서 정기전이 시작되었다. 이를 줄여 농상전 혹은 상농전으로 일컬었다. 당시 정기전의 열기는 대단해서, 해당 학교 재학생은 물론, 동문과 인근 지역 주민들간 폭언을 주고 받는 것을 넘어, 폭행 사태에까지 이르는 경우가 생길 정도였다. 그러나 1989년즈음, 경비 과다 문제를 들어 주최측이었던 양 학교 본교기 행사 개최를 중단시킨 바 있었으나, 1994년즈음부터 경기 비용을 해당 학교 동문회에서 부담하는 것으로 하면서 부활했고, 지금에 이르고 있다.

### 명칭
초기 강릉상업고등학교와 강릉농업고등학교의 교명을 줄여 상농전 혹은 농상전으로 불렀으나, 강릉상업고등학교가 지금의 교명인 강릉제일고등학교로 명칭을 변경하면서, 일농전 혹은 농일전으로 불렀다. 강릉농업고등학교가 이후 강릉중앙고등학교로 교명을 변경하면서, 더 이상 앞서처럼 줄여 부르지 않고, 강릉정기전 명칭을 사용하고 있다.

## 역대 전적
강릉중앙고등학교를 '중앙', 강릉제일고등학교를 '제일'로 표시하며, 색깔은 각 학교 교표의 대표적인 색으로 정했다.
| 날짜             | 스코어                                                           | 스코어                                                           | 승리팀                                                           |
| ---------------- | ---------------------------------------------------------------- | ---------------------------------------------------------------- | ---------------------------------------------------------------- |
| 날짜             | 중앙                                                             | 제일                                                             | 승리팀                                                           |
| 1976년 6월 2일   | -                                                                | -                                                                | 무승부                                                           |
| 1977년 6월 5일   | -                                                                | -                                                                | 무승부                                                           |
| 1978년 6월 3일   | -                                                                | -                                                                | 강릉상업고등학교                                                 |
| 1978년 11월 12일 | -                                                                | -                                                                | 무승부                                                           |
| 1979년 5월 30일  | -                                                                | -                                                                | 무승부                                                           |
| 1979년 11월 17일 | -                                                                | -                                                                | 무승부                                                           |
| 1980년           | 경기 무산                                                        | 경기 무산                                                        | 경기 무산                                                        |
| 1981년 6월 7일   | -                                                                | -                                                                | 강릉상업고등학교                                                 |
| 1982년 6월 25일  | -                                                                | -                                                                | 강릉상업고등학교                                                 |
| 1983년           | 재학생 집단 난동으로 경기 중단                                   | 재학생 집단 난동으로 경기 중단                                   | 재학생 집단 난동으로 경기 중단                                   |
| 1984년           | 재학생 집단 난동으로 경기 중단                                   | 재학생 집단 난동으로 경기 중단                                   | 재학생 집단 난동으로 경기 중단                                   |
| 1985년           | 재학생 집단 난동으로 경기 중단                                   | 재학생 집단 난동으로 경기 중단                                   | 재학생 집단 난동으로 경기 중단                                   |
| 1986년           | 재학생 집단 난동으로 경기 중단                                   | 재학생 집단 난동으로 경기 중단                                   | 재학생 집단 난동으로 경기 중단                                   |
| 1987년           | 재학생 집단 난동으로 경기 중단                                   | 재학생 집단 난동으로 경기 중단                                   | 재학생 집단 난동으로 경기 중단                                   |
| 1988년           | 재학생 집단 난동으로 경기 중단                                   | 재학생 집단 난동으로 경기 중단                                   | 재학생 집단 난동으로 경기 중단                                   |
| 1989년 6월 9일   | -                                                                | -                                                                | 강릉상업고등학교                                                 |
| 1990년 5월 28일  | -                                                                | -                                                                | 무승부                                                           |
| 1991년           | 두 학교의 경비 부담 가중으로 인한 개최 중단                      | 두 학교의 경비 부담 가중으로 인한 개최 중단                      | 두 학교의 경비 부담 가중으로 인한 개최 중단                      |
| 1992년           | 두 학교의 경비 부담 가중으로 인한 개최 중단                      | 두 학교의 경비 부담 가중으로 인한 개최 중단                      | 두 학교의 경비 부담 가중으로 인한 개최 중단                      |
| 1993년           | 두 학교의 경비 부담 가중으로 인한 개최 중단                      | 두 학교의 경비 부담 가중으로 인한 개최 중단                      | 두 학교의 경비 부담 가중으로 인한 개최 중단                      |
| 1994년 6월 12일  | -                                                                | -                                                                | 강릉농공고등학교                                                 |
| 1995년 6월 4일   | -                                                                | -                                                                | 강릉농공고등학교                                                 |
| 1996년 6월 23일  | 2                                                                | 2                                                                | 무승부                                                           |
| 1997년 6월 28일  | 2                                                                | 2                                                                | 무승부                                                           |
| 1998년 5월 31일  | 0                                                                | 0                                                                | 무승부                                                           |
| 1999년 6월 20일  | 0                                                                | 0                                                                | 무승부                                                           |
| 2000년 6월 10일  | 0                                                                | 0                                                                | 무승부                                                           |
| 2001년 6월 24일  | 0                                                                | 0                                                                | 무승부                                                           |
| 2002년           | 경기 무산                                                        | 경기 무산                                                        | 경기 무산                                                        |
| 2003년 6월 1일   | 0                                                                | 0                                                                | 무승부                                                           |
| 2004년 6월 26일  | 1 (4)                                                            | 1 (3)                                                            | 강릉농공고등학교                                                 |
| 2005년 6월 11일  | 2                                                                | 1                                                                | 강릉농공고등학교                                                 |
| 2006년 6월 3일   | 1                                                                | 0                                                                | 강릉농공고등학교                                                 |
| 2007년           | 경기 무산                                                        | 경기 무산                                                        | 경기 무산                                                        |
| 2008년 6월 8일   | 0                                                                | 3                                                                | 강릉제일고등학교                                                 |
| 2009년 5월 23일  | 0                                                                | 1                                                                | 강릉제일고등학교                                                 |
| 2010년 6월 19일  | 2                                                                | 2                                                                | 무승부                                                           |
| 2011년 6월 5일   | 2                                                                | 1                                                                | 강릉중앙고등학교                                                 |
| 2012년 6월 23일  | 1                                                                | 2                                                                | 강릉제일고등학교                                                 |
| 2013넌 6월 15일  | 1                                                                | 3                                                                | 강릉제일고등학교                                                 |
| 2014년           | 강원 FC 유스팀 지정으로 인한 강릉제일고등학교의 거부로 경기 무산 | 강원 FC 유스팀 지정으로 인한 강릉제일고등학교의 거부로 경기 무산 | 강원 FC 유스팀 지정으로 인한 강릉제일고등학교의 거부로 경기 무산 |
| 2015년           | 메르스 사태로 경기 무산                                          | 메르스 사태로 경기 무산                                          | 메르스 사태로 경기 무산                                          |
| 2016년 6월 11일  | 3                                                                | 1                                                                | 강릉중앙고등학교                                                 |
| 2017년 6월 3일   | 2                                                                | 3                                                                | 강릉제일고등학교                                                 |
| 2018년 6월 17일  | 5                                                                | 3                                                                | 강릉중앙고등학교                                                 |
| 2019년 6월 8일   | 1                                                                | 4                                                                | 강릉제일고등학교                                                 |
| 2020년           | 코로나 사태로 경기 무산                                          | 코로나 사태로 경기 무산                                          | 코로나 사태로 경기 무산                                          |
| 2021년           | 코로나 사태로 경기 무산                                          | 코로나 사태로 경기 무산                                          | 코로나 사태로 경기 무산                                          |
| 2022년 6월 5일   | 0                                                                | 0                                                                | 무승부                                                           |
| 합계             | 8중 15무 10제                                                    | 8중 15무 10제                                                    | 제일 우세                                                        |

## 같이 보기
- 강릉 단오제
- 강릉제일고등학교 축구단
- 강릉중앙고등학교 축구단
- 강릉종합경기장
- 전 배재 대 전 양정 럭비정기전
- 포항공과대학교-한국과학기술원 정기전
- 고려대학교-연세대학교 정기전